# (37022) Robertovittori
(37022) Robertovittori est un astéroïde de la ceinture principale.

## Description
(37022) Robertovittori est un astéroïde de la ceinture principale. Il fut découvert le 22 octobre 2000 à Sormano par Francesco Manca et Graziano Ventre. Il présente une orbite caractérisée par un demi-grand axe de 2,81 UA, une excentricité de 0,06 et une inclinaison de 4,9° par rapport à l'écliptique.

## Compléments